# Reidland
Reidland – jednostka osadnicza w Stanach Zjednoczonych, w stanie Kentucky, w hrabstwie McCracken.